# 圣西尔勒沙图
圣西尔勒沙图（法語：Saint-Cyr-le-Chatoux，法語發音：[sɛ̃ siʁ lə ʃatu]）是法国罗讷省的一个市镇，属于索恩河畔自由城区。

## 地理
圣西尔勒沙图（46°1'35"N, 4°33'23"E）面积6.28 平方千米，位于法国奥弗涅-罗讷-阿尔卑斯大区罗讷省，该省份为法国中东部省份，北起顺时针与索恩-卢瓦尔省、安省、里昂大都会、伊泽尔省和卢瓦尔省接壤。
与圣西尔勒沙图接壤的市镇（或旧市镇、城区）包括：阿泽尔格河畔拉米尔、尚博-阿利耶尔、里沃莱、博若莱地区沃。

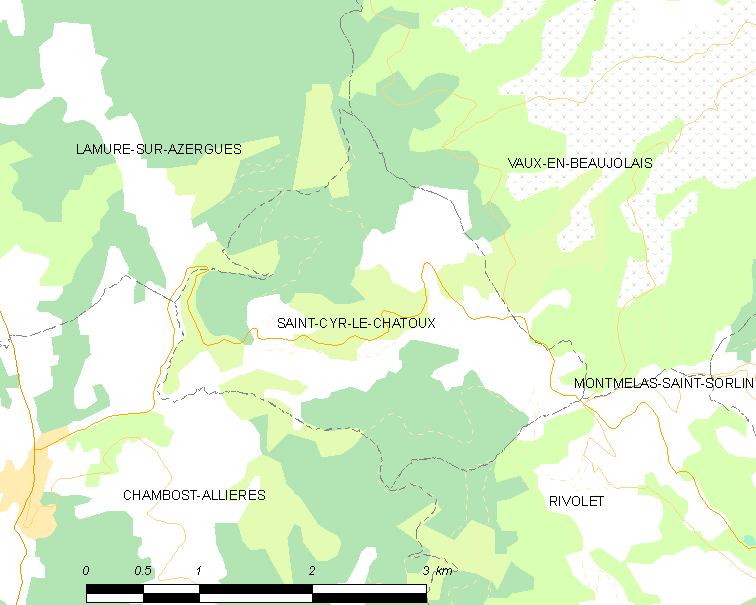
圣西尔勒沙图的OSM定位图

圣西尔勒沙图的时区为UTC+01:00、UTC+02:00（夏令时）。

## 行政
圣西尔勒沙图的邮政编码为69870，INSEE市镇编码为69192。

## 政治
圣西尔勒沙图所属的省级选区为格莱泽县。

## 人口

1962-2008年间圣西尔勒沙图人口变化图示

圣西尔勒沙图于2022年1月1日时的人口数量为156人。